# Amager Vikings Softball Club
Amager Vikings Softball Club (AVSC) er den eneste softball klub på Amager og er medlemsmæssigt en af landets større softballklubber. Klubben er medlem af Dansk Softball Forbund (DSoF), Danmarks Baseball Forbund (DBF) og Danmarks Idræts-Forbund (DIF) og spiller i 2010-sæsonen om DM i den bedste danske softball række, 1.division.

## Historie
Klubben etableredes af en gruppe ansatte og konsulenter fra Scandinavian Airlines Data i september måned 1979 i Kastrup på Amager, hvilket gør AVSC til en af Danmarks ældste eksisterende softballklubber. Man blev registreret som sportsklub hos Tårnby Kommune i 1985 og samtidig blev man medlem af Kastrup Tårnby Idræts Sammenslutning (KTIS). Klubben vandt Herre DM i 1982 og 1983.
AVSC's herrehold (klædt i grøn/grå farver) er i 2010-sæsonen repræsenteret i 3 divisioner, Herre 1. division, Herre 2. division, Herre 3. division, samt og U-12 og U-15 Junior. AVSC har tidligere også haft et damehold på programmet. Udover DM deltager klubben årligt i diverse små turneringer i Holland, Tyskland og Tjekkiet. Klubbens bedste hold har deltaget i Europacuppen i den hollandske by Uithoorn i år 2001 og i Cup Winners Cup i den tjekkiske by Prag i 2004, hvor man opnåede bronze-medaljer. Juniorerne blev Danmarksmestre i 2004 i samarbejde med klubben Østfyns Oysters Softballklub og opnåede i 2005 en tredjeplads ved DM i samarbejde med klubben Lyngby Jokers Softball Klub.

### Udvalgte landsholdsspillere
AVSC har gennem tiden haft flere spillere repræsenteret på både det danske herre og dame softball landshold.
Dame Landsholdsspillere – antal landskampe (opdateret pr. 20. november 2006)
- Pia Holm Jensen – 30
- Christel Berg Schønfeldt – 12
- Liselotte Thomsen – 3
- Mette Thulin – 2

Herre Landsholdsspillere – antal landskampe (opdateret pr. 3. januar 2012)
- Marcus Thordal – 59
- Jesper Sillemann – 58 (Vikings og Allerød)
- Rasmus Sørensen – 43 (Vikings og Allerød)
- Lars Køster Andersen – 40
- Carsten Hansen – 29 (Vikings og Gilleleje)
- Jacob Owen Heller – 28 (Vikings og Allerød)
- Jan Weichardt – 20 (Forsvarende Europamester)
- Jeppe Olsen – 13 (Forsvarende Europamester)
- John Hansen – 9 (Vikings og Munkene)
- Christian Kirkegaard – 5
- Ronnie Gjedvad – 3
- Rune Hartmann – 2
- Rune Jensen – 1

### Formænd
- 2009-?: Charlotte Svendsen
- 2001-2009: Vicki Thorius
- ?-2000: Thomas Thestrup

## Internationale standard bane
AVSC indviede den 16. april 2006 som startskud på 2006-sæsonen en international standard bane på John Tranums Allé. Den nye softball bane blev bevilget med støtte på 300.000 kr. fra Tårnby Kommune og er placeret ved dertilhørende faciliteter – herunder dugouts, battingcage og klublokale på 107 m². Formanden for Kulturelt Udvalg i Tårnby Kommune Vibeke Rasmussen fik æren af at kaste det ceremonielle første pitch forud for 1. divisionskampen mellem Amager Vikings og Ballerup Vandals. AVSC fik som en af de få softballklubber i Danmark dermed faciliteter til at afholde nationale samt internationale turneringer og træningskurser. Den nye bane medførte at AVSC fik tildelt arrangement og ansvaret for afholdelsen af 2006 DM-slutspillets finaler.